# Minová pole v Chorvatsku

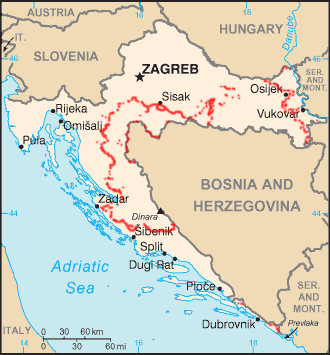
Přibližné lokality podezřelých minových polí v Chorvatsku v roce 2006

Minová pole v Chorvatsku pokrývají 258 čtverečních kilometrů (99,61 čtverečních mil) území. K roku 2020 se minová pole (obvykle známá jako „oblasti podezřelé na miny“) nacházejí ve 45 městech a opčinách v 8 okresech. Předpokládá se, že tyto oblasti obsahují přibližně 17 285 pozemních min, kromě nevybuchlé munice, která zbyla z chorvatské války za nezávislost. Nášlapné miny byly během války široce používány všemi stranami konfliktu; bylo rozmístěno asi 1,5 milionu min. Byly určeny k posílení obranných pozic postrádajících dostatek zbraní nebo pracovní síly, ale v bojích hrály omezenou roli.
Po válce bylo zpočátku podezření, že 13 000 čtverečních kilometrů (5 000 čtverečních mil) území obsahuje miny, ale tento odhad byl později po fyzické kontrole snížen na 1 174 čtverečních kilometrů (453 čtverečních mil). K roku 2013 byly odminovací programy koordinovány prostřednictvím vládních orgánů, jako je Chorvatské centrum pro odminování, které najímalo soukromé odminovací společnosti zaměstnávající 632 odminovačů. Oblasti jsou označeny 11 454 výstražnými značkami.
Ke 4. dubnu 2013 bylo od války v Chorvatsku zabito 509 lidí a 1 466 zraněno; včetně 60 odminovačů a sedmi ženistů chorvatské armády zabitých během odminovacích operací. Bezprostředně po válce docházelo k asi 100 civilním obětem ročně, ale do roku 2010 to kleslo pod deset ročně díky odminování, osvětě o minách a vzdělávacích programech. Chorvatsko od roku 1998 vynaložilo na odminování přibližně 450 milionů euro, kdy tento proces převzali soukromí dodavatelé koordinovaní chorvatským centrem pro odminování. Náklady na dokončení odminování se odhadují na 500 milionů euro a více. Ekonomická ztráta pro Chorvatsko (v důsledku ztráty využití půdy v podezřelých minových polích) se odhaduje na 47,3 milionů euro ročně.

## Stávající minová pole

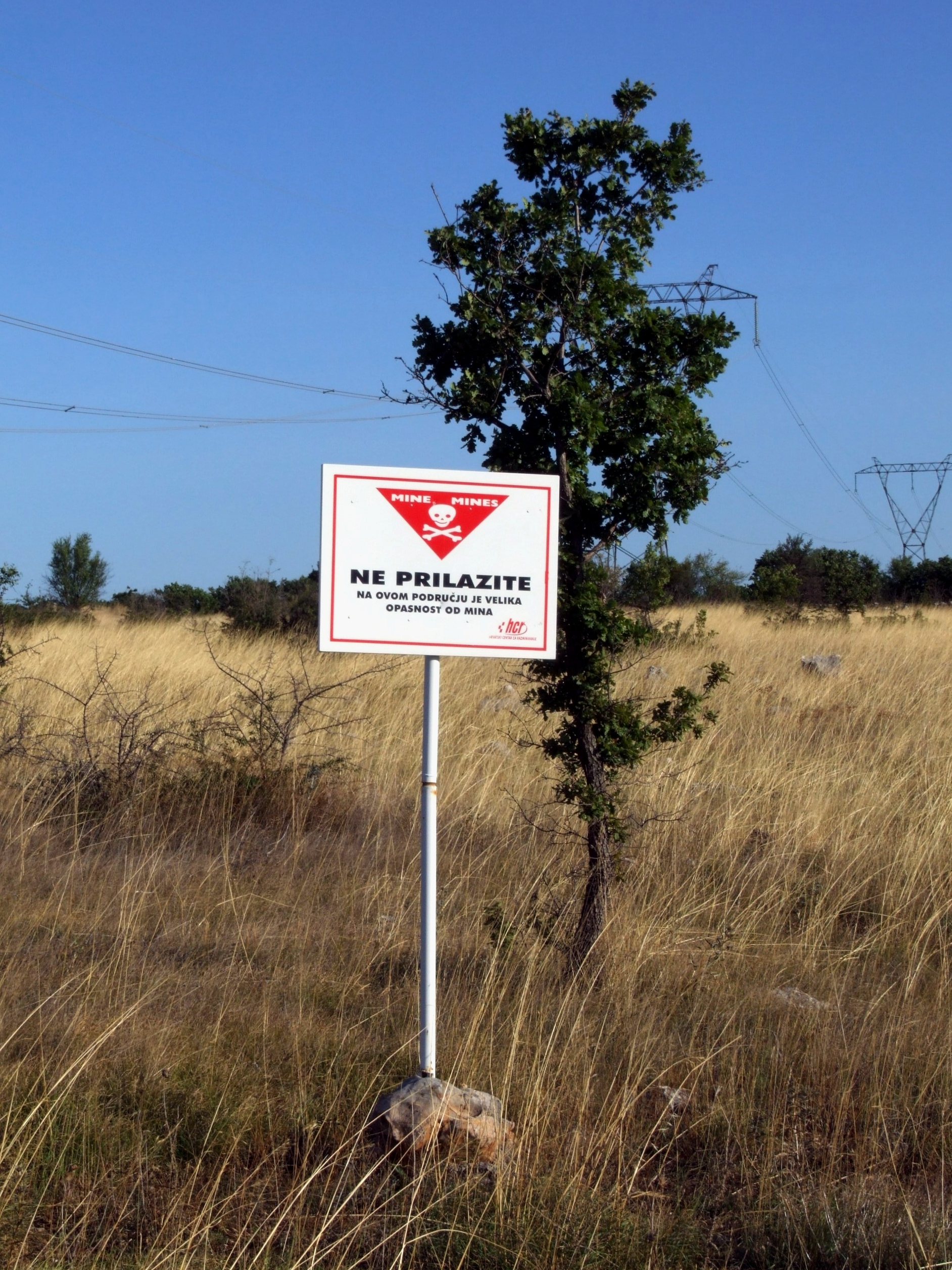
Standardní značka minového pole

K únoru 2024 pokrývají minová pole v Chorvatsku 91,2 kilometrů čtverečních (35,2 mil čtverečních) území. Minová pole (obvykle známá jako „oblasti podezřelé z min“) se nacházejí ve 4 okresech a 21 městech a opčinách. Předpokládá se, že tyto oblasti obsahují přibližně 10 052 pozemních min, kromě nevybuchlé munice zbylé z chorvatské války za nezávislost.
Oblast podezřelá z toho, že obsahuje nášlapné miny, je označena pomocí více než 6 255 výstražných značek. Na základě analýzy plošné struktury v podezřelých oblastech bylo na konci roku 2022 po odminování, technickém průzkumu a všeobecném a doplňkovém všeobecném průzkumu stanoveno, že 98,7 % podezřelých oblastí jsou lesy a lesní oblasti, zatímco 1,2 % Chorvatské republiky jsou zemědělská půda a 0,1 % MSA jsou kategorizovány jako sesuvy, mokřady, mokřady ostatní oblasti břehy atd.).
| Župa                    | 1. ledna 2022        | 1. ledna 2023        | Plán odminování v roce 2023 | Plán odminování v roce 2024 | Plán odminování v roce 2025 |
| ----------------------- | -------------------- | -------------------- | --------------------------- | --------------------------- | --------------------------- |
| Bjelovarsko-bilogorská  | Odminováno roku 2005 | Odminováno roku 2005 | Odminováno roku 2005        | Odminováno roku 2005        | Odminováno roku 2005        |
| Brodsko-posávská        | Odminováno roku 2018 | Odminováno roku 2018 | Odminováno roku 2018        | Odminováno roku 2018        | Odminováno roku 2018        |
| Dubrovnicko-neretvanská | Odminováno roku 2014 | Odminováno roku 2014 | Odminováno roku 2014        | Odminováno roku 2014        | Odminováno roku 2014        |
| Karlovacká              | 38,1 (14,7)          | 18,9 (7,3)           | −11,5 (−4,4)                | −7,0 (−2,7)                 | Bude odminováno             |
| Licko-senjská           | 86,7 (33,5)          | 74,6 (28,8)          | −17,4 (−6,7)                | −24,4 (−9,4)                | −31,3 (−12,1)               |
| Osijecko-baranjská      | Odminováno roku 2023 | Odminováno roku 2023 | Odminováno roku 2023        | Odminováno roku 2023        | Odminováno roku 2023        |
| Požežsko-slavonská      | Odminováno roku 2022 | Odminováno roku 2022 | Odminováno roku 2022        | Odminováno roku 2022        | Odminováno roku 2022        |
| Sisacko-moslavinská     | 34,8 (13,4)          | 25,0 (9,7)           | −9,5 (−3,7)                 | −11,1 (−4,3)                | −5,5 (−2,1)                 |
| Splitsko-dalmatská      | 18,1 (7,0)           | 16,5 (6,4)           | −7,1 (−2,7)                 | −8,6 (−3,3)                 | Bude odminováno             |
| Šibenicko-kninská       | Odminováno roku 2023 | Odminováno roku 2023 | Odminováno roku 2023        | Odminováno roku 2023        | Odminováno roku 2023        |
| Viroviticko-podrávská   | Odminováno roku 2014 | Odminováno roku 2014 | Odminováno roku 2014        | Odminováno roku 2014        | Odminováno roku 2014        |
| Vukovarsko-sremská      | Odminováno roku 2016 | Odminováno roku 2016 | Odminováno roku 2016        | Odminováno roku 2016        | Odminováno roku 2016        |
| Zadarská                | Odminováno roku 2021 | Odminováno roku 2021 | Odminováno roku 2021        | Odminováno roku 2021        | Odminováno roku 2021        |
| Záhřebská               | Odminováno roku 2005 | Odminováno roku 2005 | Odminováno roku 2005        | Odminováno roku 2005        | Odminováno roku 2005        |
| Celkem                  | 239,4 (92,4)         | 149,7 (57,8)         | −60,6 (−23,4)               | −51,1 (−19,7)               | −36,8 (−14,2)               |